# Liste der Bodendenkmäler in Berg (Oberfranken)
Auf dieser Seite sind die Bodendenkmäler in der oberfränkischen Gemeinde Berg zusammengestellt. Diese Tabelle ist eine Teilliste der Liste der Bodendenkmäler in Bayern. Grundlage ist die Bayerische Denkmalliste, die auf Basis des Bayerischen Denkmalschutzgesetzes vom 1. Oktober 1973 erstmals erstellt wurde und seither durch das Bayerische Landesamt für Denkmalpflege geführt wird. Die folgenden Angaben ersetzen nicht die rechtsverbindliche Auskunft der Denkmalschutzbehörde.

## Bodendenkmäler der Gemeinde Berg

### Bodendenkmäler im Ortsteil Berg
| Lage            | Objekt | Akten-Nr.     | Bild |
| --------------- | --- | ------------- | ---- |
| Berg (Standort) | Kapellenwüstung sowie Bestattungsplatz des Mittelalters. | D-4-5636-0007 |      |
| Berg (Standort) | Archäologische Befunde des Mittelalters und der frühen Neuzeit im Bereich der Evangelisch-Lutherischen Pfarrkirche St. Jakobus d. Ä. von Berg mit befestigtem Kirchhof. | D-4-5636-0038 |      |

### Bodendenkmäler im Ortsteil Bruck
| Lage             | Objekt | Akten-Nr.     | Bild |
| ---------------- | --- | ------------- | ---- |
| Bruck (Standort) | Archäologische Befunde des Mittelalters und der frühen Neuzeit im Bereich der mittelalterlichen Burgruine Brandstein und im Bereich des frühneuzeitlichen Schlosses Brandstein mit Ökonomie. | D-4-5636-0048 |      |

### Bodendenkmäler im Ortsteil Bug b.Berg
| Lage                  | Objekt | Akten-Nr.     | Bild |
| --------------------- | --- | ------------- | ---- |
| Bug b.Berg (Standort) | Archäologische Befunde des Mittelalters und der frühen Neuzeit im Bereich der ehemalige Wasserburg und des frühneuzeitlichen Herrschaftssitzes von Bug b.Berg. | D-4-5636-0051 |      |

### Bodendenkmäler im Ortsteil Gottsmannsgrün
| Lage                      | Objekt | Akten-Nr.     | Bild |
| ------------------------- | --- | ------------- | ---- |
| Gottsmannsgrün (Standort) | Archäologische Befunde des Mittelalters und der frühen Neuzeit, darunter solche von Vorgängeranlagen, im Bereich des ehemaligen Schlosses Gottsmannsgrün. | D-4-5636-0041 |      |
| Gottsmannsgrün (Standort) | Bergbauareal des Mittelalters und der frühen Neuzeit. | D-4-5636-0106 |      |

### Bodendenkmäler im Ortsteil Rudolphstein
| Lage                    | Objekt | Akten-Nr.     | Bild |
| ----------------------- | --- | ------------- | ---- |
| Rudolphstein (Standort) | Archäologische Befunde des Mittelalters und der frühen Neuzeit, darunter solche von Vorgängerbauten, im Bereich des ehemaligen Schlosses Rudolphstein. | D-4-5536-0001 |      |
| Rudolphstein (Standort) | Archäologische Befunde des Mittelalters und der frühen Neuzeit, darunter solche von Vorgängeranlagen, im Bereich des ehemaligen Herrensitzes von Moos. | D-4-5536-0003 |      |

### Bodendenkmäler im Ortsteil Schnarchenreuth
| Lage                       | Objekt | Akten-Nr.     | Bild |
| -------------------------- | --- | ------------- | ---- |
| Schnarchenreuth (Standort) | Verebneter mittelalterlicher Turmhügel sowie weitere archäologische Befunde des Mittelalters und der frühen Neuzeit im Bereich von Schloß Schnarchenreuth. | D-4-5636-0015 |      |